# Xavier Johnson
Xavier Tramain Johnson (ur. 31 grudnia 1994) – amerykański zapaśnik walczący w stylu klasycznym. Zajął dziesiąte miejsce na mistrzostwach świata w 2023 roku. 
Złoty medalista mistrzostw panamerykańskich w 2021 roku.
Zawodnik Liberty High School z Brentwood i California Polytechnic State University.